# Comuna Răchiteni, Iași
Răchiteni (în maghiară Domafalva) este o comună în județul Iași, Moldova, România, formată din satele Izvoarele, Răchiteni (reședința) și Ursărești.

## Așezare
Comuna se află la marginea vestică a județului, la limita cu județul Neamț, situat pe malul drept al Siretului. Pe la marginea comunei trece șoseaua națională DN28, care leagă Iașiul de Roman. Lângă Ursărești, din acest drum se ramifică șoseaua județeană DJ201C, care o leagă spre sud în județul Neamț de Tămășeni și Roman (unde se termină în DN2).

## Demografie
Componența etnică a comunei Răchiteni
     Români (93,03%)
     Alte etnii (0%)
     Necunoscută (6,97%)
Componența confesională a comunei Răchiteni
     Romano-catolici (88,04%)
     Ortodocși (4,45%)
     Alte religii (0,24%)
     Necunoscută (7,28%)
Conform recensământului efectuat în 2021, populația comunei Răchiteni se ridică la 2.541 de locuitori, în scădere față de recensământul anterior din 2011, când fuseseră înregistrați 3.084 de locuitori. Majoritatea locuitorilor sunt români (93,03%), iar pentru 6,97% nu se cunoaște apartenența etnică. Din punct de vedere confesional, majoritatea locuitorilor sunt romano-catolici (88,04%), cu o minoritate de ortodocși (4,45%), iar pentru 7,28% nu se cunoaște apartenența confesională.

## Politică și administrație
Comuna Răchiteni este administrată de un primar și un consiliu local compus din 13 consilieri. Primarul, Petre Doboș[*], de la Partidul Național Liberal, este în funcție din 2016. Începând cu alegerile locale din 2024, consiliul local are următoarea componență pe partide politice:
|  | Partid                    | Consilieri | Componența Consiliului | Componența Consiliului | Componența Consiliului | Componența Consiliului | Componența Consiliului | Componența Consiliului | Componența Consiliului |
|  | ------------------------- | ---------- | ---------------------- | ---------------------- | ---------------------- | ---------------------- | ---------------------- | ---------------------- | ---------------------- |
|  | Partidul Național Liberal | 7          |                        |                        |                        |                        |                        |                        |                        |
|  | Partidul Social Democrat  | 5          |                        |                        |                        |                        |                        |                        |                        |
|  | Uniunea Salvați România   | 1          |                        |                        |                        |                        |                        |                        |                        |

## Istorie
La sfârșitul secolului al XIX-lea, comuna făcea parte din plasa Moldova a județului Roman și era formată din satele Răchiteni și Ursărești, având în total 925 de locuitori. În comună funcționau o biserică catolică și o școală mixtă cu 36 de elevi. Anuarul Socec din 1925 o consemnează în aceeași plasă, având 1396 de locuitori în satele Răchiteni, Sturza și Ursărești. În 1931, comuna a fost temporar desființată, satele ei trecând la comuna Tămășeni.
După al Doilea Război Mondial, comuna a reapărut, iar satul Sturza a luat inițial denumirea de I.C. Frimu. În 1950, comuna a trecut în administrația raionului Roman din regiunea Bacău (între 1952 și 1956, din regiunea Iași). Satul I.C. Frimu a primit în 1964 denumirea de Izvoarele. În 1968, comuna a trecut la județul Iași.